# アルフレッド・デ・ゼイヤス

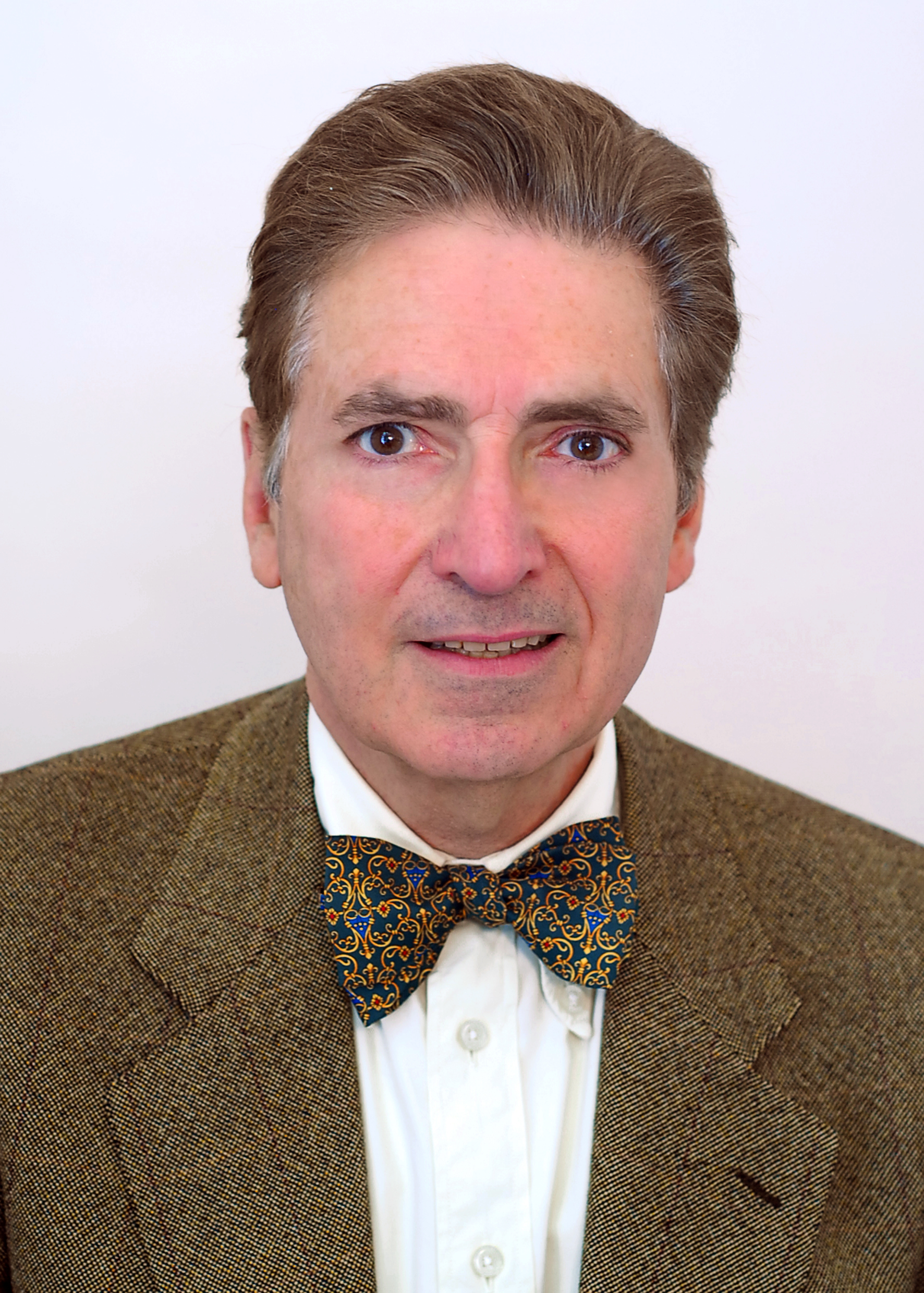

アルフレッド＝モーリス・デ・ゼイヤス（英語: Alfred-Maurice de Zayas, 1947年5月31日 - ）は、アメリカ合衆国の弁護士・歴史家で、国際法と人権に関するエキスパートである。発音の仕方によってはデ・ザイヤスとも。

## 略歴
ハーバード大学で法学を学び、法務博士が授与される。ゲッティンゲン大学で歴史学の博士号を得る。
デゼイヤスは6か国語を操る。公民権の専門家であり、"United Nations Human Rights Committee Case Law" など様々な法関連の本を出版している。
デゼイヤスはブリティッシュコロンビア大学やジュネーブの国際・開発研究大学院など、様々な大学の客員教授を務めている。2002年から2006年まで国際ペンクラブCentre Suisse romandのSecretary-Generalを務め、2006年から2010年まで会長を務めた。
デゼイヤスは2012年に国際連合人権理事会によって国連特別報告者(Independent Expert)に任命された。

## TTIP/CETA
EUと米国との間で交渉が行われているTTIPは、表面上は貿易協定とされているが、様々な面で非常に問題のある協定であり、特にTTIPに含まれるISDSは健康を保つ権利、十分な賃金を得る権利、環境保護の権利など様々な人権への脅威となる。多くの市民がTTIPからISDSを除くように要求している。2015年6月に10人のUN Independent ExpertsがTTIPなど「新時代の」貿易協定における人権(侵害)の恐れを簡潔にまとめた共同声明を出した。
デゼイヤスもTTIPに含まれるISDS条項に強い懸念を表明している。欧州委員会はISDSに改革を施すよう従事するとしているが、デゼイヤスによれば改革は不可能であり廃止するべきものであるという。
2016年6月24日、デゼイヤスは貿易協定は人権・保健・環境への影響が十分精査された後に批准されるべきものであり、CETAやTTIPではそのような精査がなされていないことを指摘した。また、人権に関してCETAやTTIPは底辺への競争を促すものであり、国連憲章に反するものだと結論づけた。